# قره قويونلو
قَرَه قُويُونلو أو دَولَةُ قَرَه قُويُونلو (بالأذرية القديمة: قاراقویونلولار، وبالفارسية: قَرَه‌قُویُونلو، وبالأذرية الحديثة: Qaraqoyunlular) ومعناها: «أصحاب الأغنام السوداء». هي ملكيَّة تُركمانيَّة إسلاميَّة شيعيَّة دانت لها مقادير المُلك في الأناضول وأذربيجان والقوقاز وأجزاء من إيران والعراق. وقد استمرَّت ما يُقارب قرنًا من الزَّمن وبِالتحديد من (780 - 874هـ \ 1374م - 1469م)، أنتهى حُكمُها على يد آق قويونلو ومعناها: «أصحاب الأغنام البيضاء».

## أصل التسمية
ينتمي القرة قويونلو إلى الأتراك الغزّ (الأوغوز)، وقد تسمّوا باسم شعار دولتهم «أصحاب الأغنام السوداء»، حيش كان شعارهم «الخروف».
في اللغة التركية الأذربيجانية:
- كلمة «قره qara» معناها: اللون الأسود.
- كلمة «قويون qoyun» معناها: غنم ضأن.
- كلمة «لو lu» لاحقة تفيد معنى: «صاحب» أو «ذو».
- كلمة «لار lar» لاحقة تُفيد الجمع، فتصبح: «أصحاب» أو «ذوو».

وبذلك يكون معنى اسم القبيلة: ذوو الأغنام السوداء، أو: أصحاب الأغنام السوداء.

## التاريخ
أصبح قره محمد (1380-1390 م) حاكمًا على منطقة جنوب بحر «فان» (شرق الأناضول، حاضرتها: أردشيش)، أرمينيا وأذربيجان من قبل الجلائريين. استقل خليفته قره يوسف (1390-1420م) بالأمر واحتل مناطق غرب إيران وتبريز. قام تيمورلنك بطرده في العديد من المرات. استطاع أن يتغلب على التيموريين سنة 1405م. اتخذ لقب السلطان. طرد الجلائريين من بغداد سنة 1411م ثم ضم أراضيهم إلى مملكته. حتى سنة 1419م احتل ديار بكر، أجزاء من جورجيا وشروان. في عهده ثم ابنه قره اسكندر من بعده (1420-1435م) دخلت دولة القراقوينلو في حروب عديدة مع جيرانها في مناطق كردستان كما حاربوا التيموريين في بلاد ما وراء القوقاز.
عرفت الدولة أوجها وبلغت أقصى اتساعها أثناء عهد جهان شاه (1435-1467م)، الذي استطاع أن ينهي خطر التيموريين سنة 1447م. استولى على مناطق وسط وجنوب إيران مع أصفهان سنة 1452م، فارس وكرمان سنة 1453م، ثم هراة سنة 1458م. إلا أنه مُني بهزيمة ساحقة أمام قبيلة آق قويونلو سنة 1467م.
تمكّنت قبيلة آق قويونلو من خلع آخر سلاطين أسرة قره قويونلو سنة 1469م، وفرَّ أحد أقارب آخر سلاطينها جهان شاه إلى الهند سنة 1478م وأسس سلالة عرفت باسم الـ«قطب شاهي» (بالأذرية: Qütbşahlılar) حكمت في «غولكوندا» (بالأذرية: Qalkonda) جنوبي الهند، ودام هذا الفرع حتى سنة 1687م.

## حكام قراقويونلو
| بيرم خواجة بیرم خواجہ                                    | 1374 - 1378 م |
| قره محمد طريميش (ابن أخ بيرم خواجة) قرا محمد ترمش        | 1378 - 1388 م |
| أبو نصر قره يوسف نويان بن قره محمد قرا یوسف نوین بن محمد | 1388 - 1399 م |
| تيمورلنك يغزو قراقويونلو (1400 - 1405 م)                 |               |
| أبو نصر قره يوسف نويان بن قره محمد قرا یوسف نوین بن محمد | 1405 - 1420 م |
| قره إسكندر بن يوسف قرا اسکندر بن یوسف                    | 1420 - 1436 م |
| اسبند بن يوسف اسپند بن یوسف                              | 1420 - 1445 م |
| مظفر الدين جهان شاه بن يوسف جہاں شاہ ابن یوسف            | 1436 - 1467 م |
| حسن علي بن جهان شاه حسن علی ابن جہاں شاہ                 | 1467 - 1468 م |
| غزو آق قويونلو.                                          |               |

- الصف الأصفر المظلل يدل على السلف من سلالة قراقويونلو.

## معرض صور

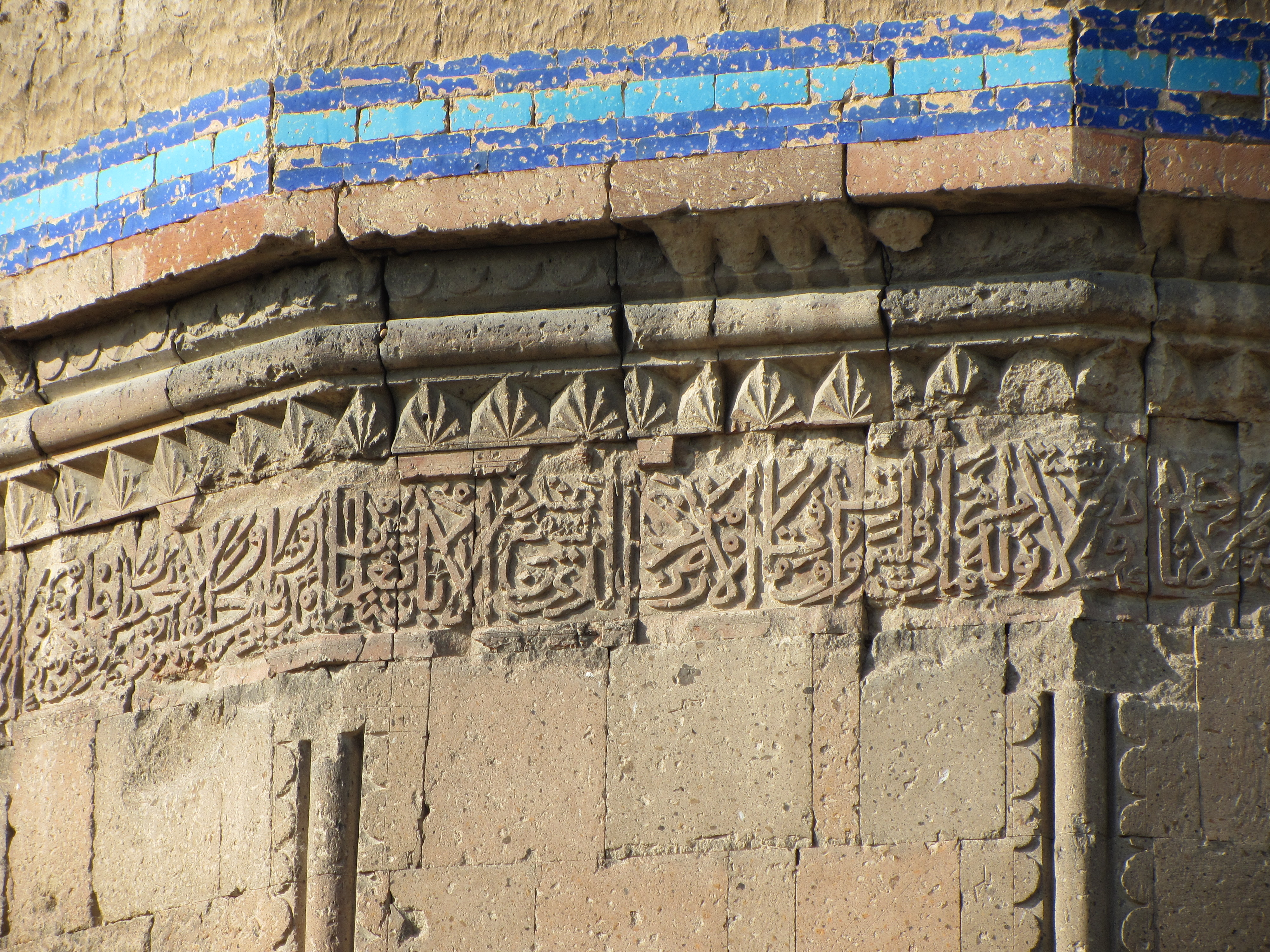
ضريح أمراء قره قويونلو
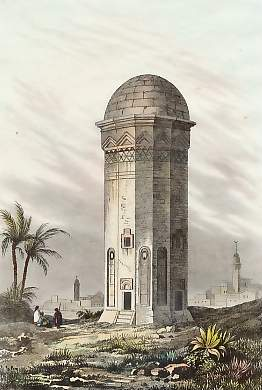
ضريح أمراء قره قويونلو
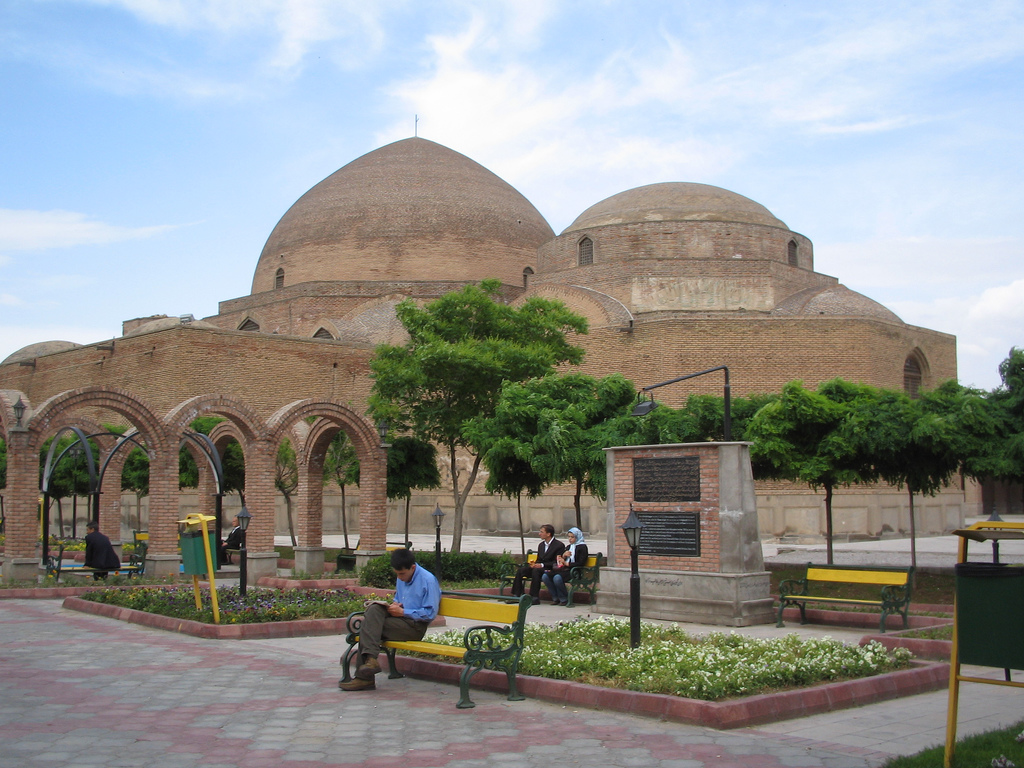
المسجد الأزرق في تبريز بُني المسجد عام 1465م بأمر من جان خاتون زوجة الملك جهان شاه.

## المصدر
- Islam: Kunst und Architektur
- القراقويونلو